# Vườn quốc gia Tierra del Fuego
Vườn quốc Tierra del Fuego là một vườn quốc gia ở trên lãnh thổ Argentina của đảo Tierra del Fuego, trong tỉnh Tierra del Fuego của vùng sinh thái rừng Patagonic và Altos Andes, một phần của rừng cận Nam Cực. Vườn quốc gia này được thành lập năm 1960 theo Luật 15.554 và được mở rộng vào năm 1966. Vườn quốc gia này được xếp hạng II theo IUCN
. Ushuaia,thủ phủ tỉnh Tierra del Fuego, là thành phố ở cực nam trên thế giới, cách vườn quốc gia này 11 km. Bahía Lapataia là một thị xã khác quan trọng của tỉnh, trong khu vực vườn quốc gia, nằm trên bờ phía bắc của eo biển Beagle.
Nằm gần thành phố Ushuaia, vườn quốc gia trải dài 60 km (37 dặm) về phía bắc của eo biển Beagle dọc theo biên giới Chile. 630 cây số vuông của nó (240 sq mi) bao gồm các bộ phận của các hồ Fagnano và hồ Roca, hồ Roca mở vào vinh Lapataia trên bờ biển phía nam, một điểm phổ biến cho hoạt động trek. Vườn quốc gia này có cảnh quan ấn tượng, với thác nước, rừng, núi và sông băng. Một số khu vực của vườn quốc gia được đóng cửa để bảo vệ môi trường.